# Вырожденная матрица
Вы́рожденная ма́трица (синонимы: сингуля́рная ма́трица, осо́бая ма́трица, осо́бенная ма́трица) — квадратная матрица {\displaystyle A,} определитель которой {\displaystyle \det(A)} равен нулю.

## Эквивалентные условия вырожденности
Используя различные понятия линейной алгебры, можно привести различные условия вырожденности:
- Строки или столбцы матрицы линейно зависимы. В частном случае, если в вырожденной матрице существует как минимум две строки (или два столбца) {\displaystyle {\bf {{x}_{i}}}} и {\displaystyle {\bf {{x}_{j},}}} отвечающие условию {\displaystyle a{\bf {{x}_{i}={\bf {{x}_{j},}}}}} где a — скаляр, то матрица будет вырожденной. Отсюда следует и тривиальный случай, что вырождена любая квадратная матрица, содержащая нулевой столбец или строку.
- Квадратная матрица {\displaystyle A} вырождена тогда и только тогда, когда существует ненулевой вектор {\displaystyle x,} такой, что {\displaystyle Ax=0.} Иными словами, линейный оператор, соответствующий матрице в стандартном базисе, имеет ненулевое ядро.
- Квадратная матрица {\displaystyle A} вырождена тогда и только тогда, когда у неё есть хотя бы одно нулевое собственное значение {\displaystyle \lambda =0.} Это вытекает из уравнения, которому удовлетворяют все собственные значения матрицы: {\displaystyle \det(A-\lambda E)=0} (где E — единичная матрица), а также из того факта, что определитель матрицы равен произведению её собственных значений.

## Свойства
- У вырожденной матрицы нет стандартной обратной матрицы. В то же время у вырожденной матрицы есть псевдообратная матрица (обобщённая обратная матрица) или даже их бесконечное количество.
- Ранг вырожденной матрицы меньше её размера (числа строк).
- Произведение вырожденной матрицы и любой квадратной матрицы с тем же размером даёт вырожденную матрицу. Это вытекает из свойства {\displaystyle \det(AB)=\det(A)\cdot \det(B).} Вырожденная матрица, возведённая в любую целую положительную степень, остаётся вырожденной. Произведение любого количества матриц вырождено тогда и только тогда, когда хотя бы один из сомножителей вырожден. Произведение невырожденных матриц не может быть вырожденным.
- Транспонирование вырожденной матрицы оставляет её вырожденной (поскольку транспонирование не изменяет определитель матрицы, {\displaystyle \det(A^{T})=\det(A)}).
- Умножение вырожденной матрицы на скаляр оставляет её вырожденной (поскольку {\displaystyle \det(\alpha A)=\alpha ^{n}\det(A)=0}, где n — размер вырожденной матрицы A, α — скаляр).
- Эрмитово-сопряжённая матрица вырожденной матрицы вырождена (поскольку определитель эрмитово-сопряжённой матрицы комплексно сопряжён с определителем исходной матрицы и, следовательно, равен нулю).
- Союзная (взаимная, присоединённая) матрица вырожденной матрицы вырождена (это вытекает из свойства союзных матриц {\displaystyle \det(\operatorname {adj} (A))=(\det A)^{n-1}}). Произведение вырожденной матрицы на союзную ей матрицу даёт нулевую матрицу: {\displaystyle A\cdot \operatorname {adj} (A)=\operatorname {adj} (A)\cdot A=0,} поскольку для произвольной квадратной матрицы {\displaystyle A\cdot \operatorname {adj} (A)=\operatorname {adj} (A)\cdot A=\det(A)\cdot E.}
- Треугольная (и, в частности, диагональная) матрица вырождена тогда и только тогда, когда хотя бы один из её элементов на главной диагонали нулевой. Это вытекает из того, что определитель треугольной матрицы равен произведению элементов на её главной диагонали.
- Если матрица A вырождена, то система уравнений {\displaystyle Ax=0} имеет ненулевые решения.
- Перестановка строк или столбцов вырожденной матрицы даёт вырожденную матрицу.
- Вырожденная матрица, рассматриваемая как линейный оператор, отображает векторное пространство в его подпространство меньшей размерности.

## Частные случаи
Вырожденными матрицами являются, в частности:
- нулевая матрица (состоящая из одних нулей);
- матрица единиц (состоящая из одних единиц) при размере n > 1;
- нильпотентные матрицы (матрицы, какая-либо натуральная степень которых является нулевой матрицей);
  - сдвиговые матрицы (подмножество нильпотентных матриц);
- матрица Вандермонда, если хотя бы два её параметра совпадают;
- Матрицы Гелл-Манна в стандартном представлении (кроме λ8);
- Матрица Кирхгофа (известна также как матрица Лапласа) — матричное представление графа.